# Kardam Buttress
Kardam Buttress (englisch; bulgarisch Кардамов рид Kardamow rid) ist ein ansteigender Gebirgskamm auf der Livingston-Insel im Archipel der Südlichen Shetlandinseln. Vom St. Ivan Rilski Col erstreckt er sich über eine Länge von 1 km nordwärts in den Huron-Gletscher hinein. Er ragt 1,3 km östlich des Komini Peak, 1 km westlich des Plana Peak und 0,7 km südlich der Nestinari-Nunatakker auf. Seine markanten Westhänge sind teilweise unvereist.
Bulgarische Wissenschaftler kartierten ihn im Zuge von Vermessungen der Tangra Mountains zwischen 2004 und 2005. Die bulgarische Kommission für Antarktische Geographische Namen benannte ihn 2005 nach dem bulgarischen Khan Kardam, der von 777 bis 803 geherrscht hatte.